# スウィープ奏法
スウィープ奏法（ スウィープそうほう）とは、ギターの演奏においてダウン・ピッキングもしくはアップ・ピッキングを連続して行う奏法。箒で掃くような動作を行うことからこの名前が付いた。特に分散和音を旋律とする場合は「ブロークン・コード」と呼ぶ。
分散和音の場合でも、1音1音を鳴らした後ミュートすることで音粒をはっきりさせ、速弾きを行うための奏法である点が一般的に言うアルペジオ奏法とは違う（アルペジオは鳴らした音をミュートさせず、最終的には和音となる）。
しかし近年では「ブロークン・コード」よりも「高速アルペジオ」もしくは単に「アルペジオ」などの呼称のほうが一般的になりつつある。

## 解説
イングヴェイ・マルムスティーンを代表とするシュラプネル・レコーズ全盛の頃は、音を詰め込むことの容易さから多用された。古くはジャンゴ・ラインハルトやウリ・ロートなどが用いていた。
メジャー、マイナー、ディミニッシュ等の1～3弦、1～5弦あるいは1～6弦を支点となる指で押し出すように弾く。